# Melania Rajchmanowa
Melania Rajchmanowa z domu Hirszfeld, ps. J. Orka, Witold Janicki, WJ, MR, Almaviva (ur. 29 kwietnia 1857 w Warszawie, zm. 21 lutego 1913 w Paryżu) – polska publicystka i działaczka na rzecz praw kobiet.

## Życiorys
Melania Amelia Hirszfeld urodziła się 29 kwietnia 1857 w spolonizowanej rodzinie żydowskiej w Warszawie. Jej rodzicami byli bankier Ludwik Hirszfeld (Hirschfeld) i Róża de domo Bein. Jej bratem był Bolesław Hirszfeld (1849–1899): zamożny przemysłowiec, przyrodnik i filantrop.
17 lipca 1878 wyszła za Aleksandra Rajchmana, wydawcę i redaktora „Echa Muzycznego”, współtwórcę i pierwszego dyrektora Filharmonii Warszawskiej. Rajchmanowie razem prowadzili salon towarzyski, w którym bywało wielu artystów, w tym Eliza Orzeszkowa, Maria Konopnicka, czy Zenon Pietkiewicz. Organizowano także koncerty zagranicznych wykonawców, m.in. Pietro Mascagniego, Arthura Nikischa i Richarda Straussa. Podczas owych spotkań muzycznych zainicjowano powstanie Filharmonii Warszawskiej. Poza artystami, wśród gości pojawiała się także arystokracja i bogate mieszczaństwo; regularnie pojawiała się np. Maria z Przeździeckich Walewska.
Rajchmanowa pisała teksty krytyczne i reportaże dla „Echa Muzycznego” pod pseudonimem Witold Janicki, w tym biografię Adolfa Fryderyka Schade i sprawozdanie opisujące referaty Piotra Chmielowskiego o Paulinie Wilkońskiej (kwiecień 1884). Miała także stałą rubrykę o nazwie „Sprawy kobiece”, którą sygnowała inicjałami, lub zostawiała bez podpisu. Zajmowała się również tematyką wychowania dzieci; przygotowała dla matek kwestionariusz dotykający problemów z wychowaniem, organizowała wiece matek, które referowała w „Bluszczu” (1907) i „Tygodniku Ilustrowanym”. Podczas wieców zwracała uwagę na potrzebę usprawnienia gospodarstwa domowego, by ułatwić życie kobiet.
Była aktywną członkinią Koła Kobiet Korony i Litwy, a później także Stowarzyszenia Równouprawnienia Kobiet w Warszawie. Zorganizowała pierwszy w Kongresówce Zjazd Kobiet z wszystkich zaborów i zagranicy (8–12 czerwca 1907), który odbył się w ramach uroczystego jubileuszu czterdziestolecia działalności Elizy Orzeszkowej. Rajchmanowa przyjęła skromną rolę sekretarki zjazdu i zaczęła używać pseudonimu Orka, którym posługiwała się do śmierci. Podczas wieczornicy kończącej zjazd, Anna Tomaszewicz-Dobrska uczciła Rajchmanową toastem: „za zdrowie niestrudzonej pracowniczki Zjazdu, która właściwego nazwiska ujawnić nie pozwala...”, który przyjęto entuzjastycznie.
Wraz z Anielą Szycówną planowały utworzenie Instytutu Pedagogicznego w Warszawie: przygotowały program i zbierały środki finansowe na jego otwarcie. Rajchmanowa założyła wydawnictwo imienia Elizy Orzeszkowej „Kobiety w życiu społecznym”. W ramach serii opublikowano: Ideały ruchu kobiecego Teodory Męczkowskiej, Matkę Szycówny oraz Ruch kobiecy w Polsce Cecylii Walewskiej.
W 1909 wyemigrowała z rodziną do Paryża. Tam należała do polskiej sekcji stowarzyszenia Salon International, założonej w 1908 przez Marię Szeligę. Wraz z Szeligą pracowała przy organizacji Congrès Permanent du Féminisme International dotyczącego emancypacji i praw kobiet. Szeliga objęła rolę przewodniczącej, a Rajchmanowa – w roli sekretarki – wygłaszała sprawozdania dotyczące działalności społecznej i naukowej Polek żyjących w trzech zaborach podczas comiesięcznych zebrań. Angażowała się także w prace Uniwersytetu Ludowego: referowała sprawy polskie oraz organizowała wyjazdy do fabryk, czy zakładów społecznych. Pisała także o ruchu oświatowym i emancypacyjnym dla warszawskich magazynów; jej teksty ukazywały się na łamach „Bluszczu”, „Prawdy” (1910–1911) oraz „Echa Literacko-Artystycznego”. W grudniu 1910 referowała w „Prawdzie” obrady Międzynarodowego Kongresu w Madrycie. Regularnie pisała na łamach pisma „La Française”, które skupiało się na kwestiach emancypacyjnych. W 1911, pod pseudonimem, wydała publikację Kobieta w Sejmie i w Gminie, w której opisywała prawa kobiet w Stanach Zjednoczonych i Skandynawii.
Miała troje dzieci: działaczkę społeczną Helenę, matematyka Aleksandra i bakteriologa Ludwika, założyciela UNICEF-u.
21 lutego 1913 w Paryżu popełniła samobójstwo; pochowano ją na cmentarzu Père-Lachaise.